# 逻辑实证主义
逻辑实证主义（英語：logical positivism），后称逻辑经验主义（英語：logical empiricism），此二者一同被认为是新實證主義，也被稱為科学经验主义，是以確證主義為核心的西方哲學運動。1920年代後期開始，一群哲學觀點相似的哲學家、科學家和數學家等組成维也纳学派，發展出邏輯實證主義。

## 维也纳学派
维也纳学派是由一群哲学家、数学家和物理学家，由摩里茲·石里克领导而于1924年建立起来的。1936年随着石里克被刺杀，以及当时纳粹势力对整个奥地利知识界的迫害，这个小组也逐渐消散了。小组的主要成员有古斯塔夫·伯格曼、卡尔纳普、赫伯特·费格尔和弗里德里希·魏斯曼等人。尽管维特根施坦并不是其中的一员，但1927年到1929年间，小组同维特根施坦一直保持着定期的讨论，并在此之后保持联系。

## 逻辑实证主义的主要兴趣
维也纳小组的兴趣重点在于对科学的整合和统一，以及对科学方法的正确描绘。他们认为这些工作将成为诸多形而上学争论的最终解决方案。这样一来，哲学的建设性作用就在于对科学理论和语言的分析。逻辑实证主义运动可以被看做是经验主义哲学的发展。这种发展建立于：
1. 对经验科学其方法的更深刻认识
2. 形式逻辑学的发展

这种发展表现在逻辑学对抽象概念进行定义，以及描述合理推论的结构的能力大大增加了。一定程度上，罗素为逻辑实证主义运动奠定了基础。他的逻辑学和“逻辑构造”（logical construction）概念扮演了尤为重要的角色。

## 实证原则
逻辑实证主义最显著的特点体现在“实证原则”上。其观点是：任何不可验证的陈述都既非真，也非假，而是没有实在意义。逻辑实证主义只允许逻辑上的同义反复或者第一人称的，从感官经验得到的观察结果。由此认为传统的形而上学和伦理学中的规范命题都没有实在意义。艾耶尔通过他1936年的著作《语言，真理与逻辑》成为了逻辑实证主义在英语国家的代言人。他将实证原则表达为：
“一个句子，当且仅当它所表达的命题或者是分析的，或者是经验上可以证实的，这个句子才是字面上有意义的。”

## 世界的逻辑构造
抛弃掉了形而上学，逻辑实证主义者认为人类知识是由逻辑、数学思维和谨慎的经验观察组成的。卡尔纳普在他所著的《世界的逻辑构造》（Der logische Aufbau der Welt）中描绘了逻辑实证主义者眼里的人类知识图景。卡尔纳普在书中阐释了许多方法和步骤，我们通过它们，运用感官观测来实证（或者至少是证实）关于宇宙如何运行的科学假设的真实性。如此，最终的目标是通过运用数理逻辑的形式化方法，来建立一个严格的科学语言以准确地表现世界作为一个整体的逻辑构造。

## 美学、神学和情感主义伦理学
实证主义者认为神学命题属于形而上学的范畴，所以其对待神学命题的态度同形而上学是一样的。逻辑实证主义在道德哲学上表现为情感主义伦理学。因为价值的属性无法得到实证，所以道德判断同形而上学命题一样，都没有实在的含义。最初的维也纳小组成员裡，只有石里克对伦理学有所关注。他认为伦理学的任务是来描述社会成员表达其关于各种人类行为的情感的方式。美国哲学家斯蒂文森（C.L. Stevenson）在情感主义伦理学上做了大量的工作。对于美学，艾耶尔这样说：
“美学词汇与伦理学词汇的使用方式是完全相同的。‘美丽’、‘丑陋’就像伦理学词汇那样，并非用来制造关于事实的陈述，而只是来表达特定的情感并且唤起特定的反应。”

## 对逻辑实证主义的批评
1. 对于从感官经验知识得来的知识，逻辑实证主义不能给出一个满意的描绘。这同过去的激进经验主义面临的问题是一样的。
2. 逻辑实证主义取决于如此服务于科学的逻辑：某个具有特殊威信的证实理论。然而最终谁也没能提出这样的理论。

这两个问题使得准确表述实证原则变得很困难。这使科学哲学家们逐渐意识到，科学理论中的句子，和支持它们的观察结果之间，存在着一种更加整体主义的，却并不那么形式化的关系。当这种关系是某种间接关系的时候，很多形而上学的问题就又卷土重来了。最后，尽管逻辑实证主义允许科学中包含逻辑上必要的陈述，然而逻辑实证主义本身对这些陈述的处理方式却饱受质疑。

## 资料来源
1. ↑  艾耶尔著，尹大贻译，2006，《语言、真理与逻辑》，上海译文出版社
2. ↑  Ayer, A.J., 1971, "Language, Truth and Logic", Penguin

## 研究書目
- 洪謙：《邏輯經驗主義論文集》（香港：三聯書店【香港】有限公司，1990）。